# تيري بونالير
تيري بونالير (بالفرنسية: Thierry Bonalair)‏ هو لاعب كرة قدم فرنسي محترف سابق من مواليد 14 يونيو عام 1966 بباريس، لَعب كمدافع في نادي نانت. شغل تيري منصب المدير الرياضي لنادي ليل من 2006 إلى 2011.

## مسيرته المهنية

### مسيرته كلاعب
- 1983: يو إس تشوني
- 1983-1987: نادي أميان
- 1987-1992:  نادي نانت
- 1992-1993: نادي أوكسير
- 1993-1995: نادي ليل
- 1995-1997: نوشاتيل زاماكس
- 1997-2000: نوتينغهام فورست
- 2000-2001: إف سي زيورخ[2]

#### الجوائز
- أمل الفرنسا الدولي.

### مسيرته كمدرب
- 2003-2004: نادي لو روتش
- 2006-2011: نادي ليل (مدير رياضي)
- منذ 2011: جيروندان بوردو (مدير رياضي)

## وصلات خارجية
تيري بونالير في موقع كرة القدم العالمية.نت 